# Sarcoma
I sarcomi sono tumori maligni del tessuto connettivo, vale a dire del tessuto di sostegno dell'organismo. Pur essendo patologie relativamente rare e costituendo una minima parte di tutte le neoplasie, possono essere classificati in numerosi sottotipi differenti. Tra di essi, meno del 5% sono sarcomi dell'apparato genito-urinario in Occidente.
La prognosi di queste neoplasie varia a seconda delle dimensioni del tumore primario, del grado istologico della malattia, e della posizione del corpo in cui essa si sviluppa, e infine della presenza di metastasi a distanza al momento della diagnosi. I sarcomi non derivano da alterazioni di corrispettivi tumori benigni ma nascono come tali, metastatizzano principalmente per via ematica, ma in alcuni casi presentano anche una diffusione linfatica dovuta alle interconnessioni tra i sistemi vascolare e linfatico.

## Epidemiologia
I sarcomi sono piuttosto rari, con solo 15 000 nuovi casi registrati ogni anno negli Stati Uniti. I sarcomi rappresentano quindi circa l'1% dei 1,5 milioni di nuove diagnosi di cancro in quel paese ogni anno.
Il tumore stromale gastrointestinale (GIST) è la forma più comune di sarcoma, con circa 3 000-3 500 casi all'anno negli Stati Uniti.
I sarcomi colpiscono persone di tutte le età. Circa il 50% dei sarcomi ossei e il 20% dei sarcomi dei tessuti molli vengono diagnosticati in persone di età inferiore ai 35 anni. Alcuni sarcomi, come ad esempio il leiomiosarcoma, il condrosarcoma e il tumore stromale gastrointestinale (GIST), sono più comuni negli adulti che nei bambini. La maggior parte dei sarcomi ossei, tra cui il sarcoma di Ewing e l'osteosarcoma, sono molto più comuni nei bambini e nei giovani adulti.

## Varianti principali e loro tessuto di provenienza
| Tessuto di provenienza         | Tipo di sarcoma |
| ------------------------------ | --- |
| Tessuto adiposo                | Liposarcoma |
| Tessuto muscolare liscio       | Leiomiosarcoma |
| Tessuto muscolare striato      | Rabdomiosarcoma |
| Endotelio vascolare            | Angiosarcoma, emangiosarcoma e sarcoma di Kaposi (questo è causato da un virus appartenente alla famiglia degli Herpesvirus, l'HHV-8, chiamato anche KSHV ("virus del sarcoma di Kaposi"). Tale tumore è comune negli immunodepressi, specie nelle persone affette da AIDS; e se piccolo scompare dopo adeguata terapia antiretrovirale. |
| Osso                           | Osteosarcoma |
| Cartilagine                    | Condrosarcoma |
| Tessuto connettivo proprio     | Fibrosarcoma |
| Nervo                          | Tumore maligno delle guaine nervose periferiche (MPNST), sarcoma di Ewing |
| Membrana sinoviale             | Sarcoma sinoviale |
| Cellule interstiziali di Cajal | Tumore stromale gastrointestinale |
| Cellule embrionali             | Sarcoma di Ewing |

La maggioranza delle neoplasie paratesticolari è rappresentata da tumori di origine mesenchimale e circa il 30% di essi sono maligni.

## Varianti molto rare

### Leiomiosarcoma (LMS) del funicolo spermatico
Il leiomiosarcoma (LMS) del funicolo spermatico è una rara neoplasia originantesi dalle cellule stromali della muscolatura liscia degli annessi del testicolo.
Il comportamento di leiomiosarcoma (LMS) è correlato al sito anatomico da cui si origina, purtroppo sono pochi i dati su questi tumori quando si presentano nella regione paratesticolare. Si osservano di solito metastasi ai linfonodi, ai polmoni o al fegato; sono comunque neoplasie rare. La maggioranza dei tumori in questo sito sono a bassa invasività (low-grade), anche se le lesioni ad alta invasività (high-grade) si comportano in modo aggressivo.

### Sarcoma epitelioide
Il sarcoma epitelioide è un tumore maligno dei tessuti molli, detto anche connettivo (alcune volte coinvolge anche i tendini). Il sarcoma epitelioide è detto anche "tumore del giovane adulto", perché di norma colpisce soggetti dai 15 ai 35 anni.

### Sarcoma di Ewing
Il sarcoma di Ewing è il tumore che colpisce cellule residue del corpo di natura embrionale, destinate a diventare cellule del tessuto nervoso o del tessuto scheletrico, ma che si trovano in uno stadio immaturo quando si ammalano. Può svilupparsi sia nell'osso sia nei tessuti molli. È di norma una neoplasia ad alto grado di malignità, tuttavia sensibile sia alla chemioterapia sia alla radioterapia.

### Sarcoma sinoviale
Il sarcoma sinoviale è un tumore maligno che colpisce le cellule mesenchimali che si differenziano nelle cellule della membrana sinoviale. Nonostante la membrana sinoviale si trovi spesso all'interno delle articolazioni, tale tipo di tumore può svilupparsi all'esterno delle stesse.

### Angiosarcoma
L'angiosarcoma colpisce le cellule endoteliali dei vasi sanguigni.

### Neurosarcoma
Tumore maligno primitivo che nasce dai nervi periferici. la metà dei casi origina in pazienti con neurofibromatosi di von Recklinghausen: per questi motivi in un paziente con neurofibromatosi deve essere sempre valutato con attenzione un improvviso aumento di volume di un neurofibroma.

### Osteosarcoma
L'osteosarcoma è un tumore maligno delle cellule dell'osso, che si suddivide in differenti sottotipi.

### Rabdomiosarcoma
Il rabdomiosarcoma fa parte dei cosiddetti sarcomi dei tessuti molli, tumori che si sviluppano a livello di muscoli, grasso o tessuto connettivo. In particolare, alla base del rabdomiosarcoma c’è la trasformazione tumorale dei rabdomioblasti, cellule che danno normalmente origine ai muscoli scheletrici volontari, ovvero quelli soggetti alla nostra volontà.

### Condrosarcoma
Il condrosarcoma è un tumore maligno primitivo che deriva da cellule della cartilagine.

### Sarcoma pleomorfo indifferenziato
Il sarcoma pleomorfo indifferenziato è costituito da cellule tumorali grandi e dall'aspetto molto anormale. Le cellule tumorali sono descritte come pleomorfo perché mostrano variazioni significative nelle dimensioni e nella forma delle cellule. Figure mitotiche (cellule tumorali che si dividono per creare nuove cellule tumorali) si trovano frequentemente. È considerata una diagnosi di esclusione per i sarcomi che non possono essere classificati con maggiore precisione.

## Sintomi, diagnosi, terapia

### Sintomi
La patologia si può manifestare con la presenza di una tumefazione simile a un livido che inizialmente viene attribuita a un trauma o a una contusione; nel caso di masse tumorali che si sviluppano in profondità la scoperta avviene dopo che il paziente lamenta dolori, avverte un senso di compressione o scopre perdite di sangue.

### Diagnosi
La diagnosi viene effettuata mediante ecografia, a cui possono seguire risonanza magnetica e biopsia con ago aspirato dei tessuti dell'eventuale massa rilevata.
Nonostante la rarità della patologia, si stima che esistano più di cinquanta tipi di sarcomi, che richiedono trattamenti terapeutici tra loro differenti. È quindi opportuno chiedere un secondo e anche un terzo parere ad altri esperti di anatomia patologica per accertare che la diagnosi emersa nella prima biopsia risulti corretta.
Successivamente viene spesso suggerito al paziente di sottoporsi a una TAC con liquido di contrasto al torace e all'addome e a una tomografia a emissione di positroni  per verificare la presenza di eventuali metastasi a distanza o sedi tumorali secondarie, anche al fine di realizzare una precisa classificazione TNM.

### Terapia
Il trattamento del sarcoma varia a seconda del sottotipo istologico individuato dalla biopsia. In ogni caso la patologia richiede un approccio multidisciplinare che consiste nel coinvolgimento di un'équipe formata da oncologi, chirurghi oncologici, esperti di anatomia patologica, esperti di radioterapia. Questo tipo di assistenza è reperibile presso i centri oncologici regionali o presso i centri IRCSS, che in virtù della maggiore casistica trattata dispongono anche di maggiori conoscenze ed esperienza.
L'approccio chirurgico è molto importante nel trattamento della maggior parte dei sarcomi. La chirurgia conservativa degli arti può risparmiare dall'amputazione in almeno il 90% dei casi di tumore. Ulteriori trattamenti, compresa la chemioterapia e la radioterapia, possono essere somministrati prima e o dopo un intervento chirurgico. La chemioterapia migliora significativamente la prognosi per i pazienti, soprattutto quelli con sarcomi ossei. Il trattamento può essere un processo lungo e faticoso, che in ragione degli effetti collaterali della chemioterapia può addirittura durare circa un anno. Ciò è tuttavia necessario per curare la malattia.
- Il trattamento di elezione per il liposarcoma consiste nella resezione chirurgica. La chemioterapia non viene utilizzata al di fuori del setting sperimentale. La radioterapia adiuvante può essere utilizzata anche dopo l'asportazione chirurgica.[19]
- Il rabdomiosarcoma è trattato con la chirurgia, la radioterapia e o con la chemioterapia.[20] La maggior parte dei pazienti con rabdomiosarcoma possono avere un tasso di sopravvivenza del 50-85%.[21]
- L'osteosarcoma è trattato con la resezione chirurgica spesso in concomitanza con la chemioterapia neoadiuvante.[22] La radioterapia è una seconda alternativa anche se spesso non porta grossi risultati.

Per i sarcomi dei tessuti molli in stadio avanzato si parla dal settembre 2017 dell'efficacia dell'anticorpo monoclonale olaratumab e ora sembra emergere anche l'utilità di una nuova molecola chiamata larotrectinab.